# التاريخ السياسي لكارناتاكا في القرون الوسطى

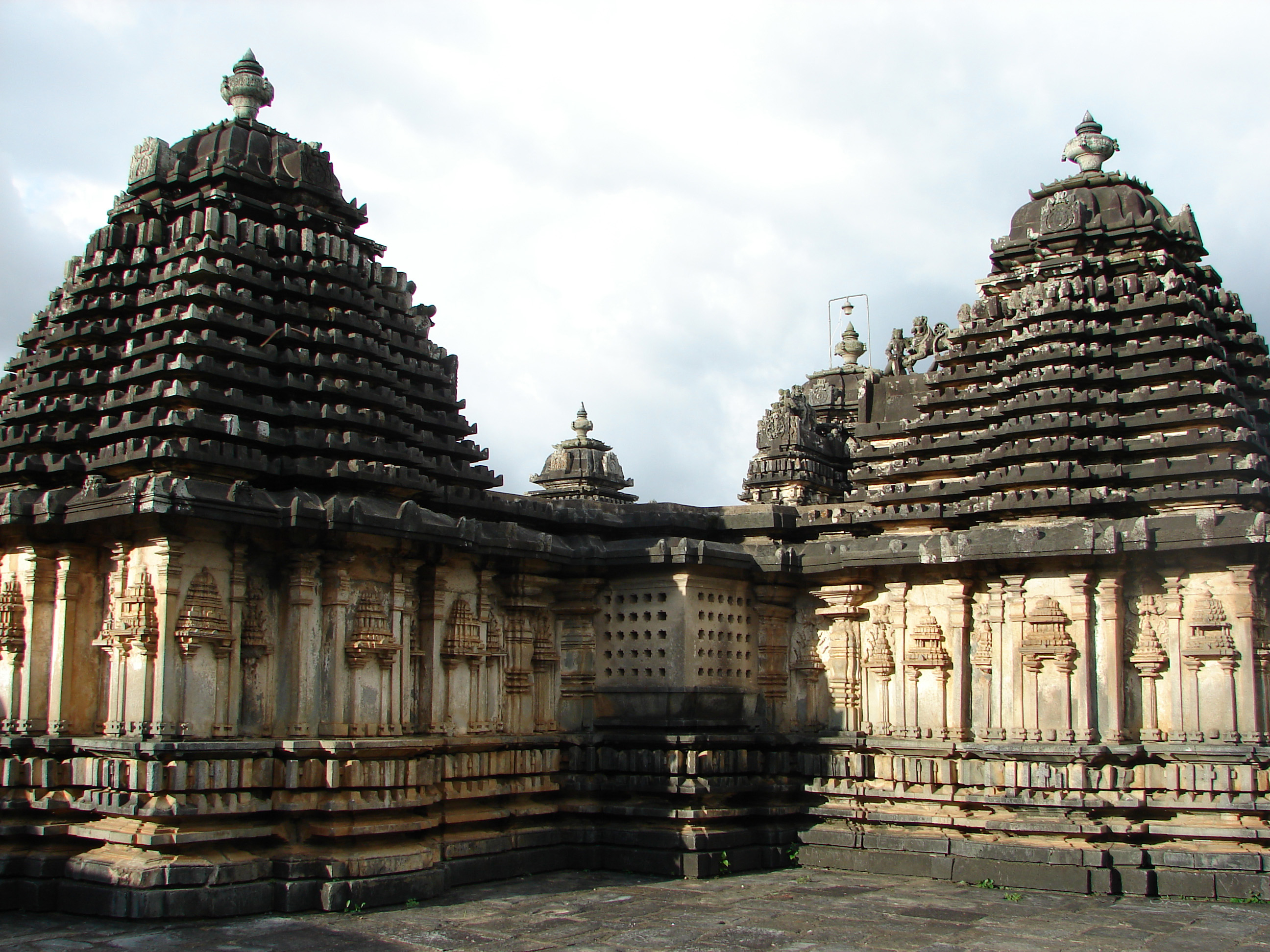
برج كادامبا في دودّاجادّفالي

التاريخ السياسي لكارناتاكا في القرون الوسطى يمتد من القرن الرابع للسادس عشر، حين أثّرت الإمبراطوريات التي نشأت في منطقة كارناتاكا في الهند بشكل كبير على شبه القارة. قبل ذلك، هيمنت إمبراطوريات دخيلة على المنطقة، وكان مركز القوى خارج  حدود كارناتاكا المعاصرة. الفترة القروسطية يمكن تقسيمها لعدة فترات: أول الممالك المحلية والإمبراطورية، السيطرة على السهول الغانجية في شمال الهند والمنافسة مع إمبراطوريات التاميلكام على منطقة الفنجي، الهيمنة على جنوب الديكان والتوحّد ضد الغزوات الإسلامية. أصول ونهضة منطقة كارناتاكا كقوة مستقلة تعود للقرن الرابع بنشأة سلالة كادامبا في بانافاسي، الأوائل من الحكام المحليين للإدارة باستخدام اللغة المحلية لكانّادا بالإضافة للسانسكريتية الرسمية. هذه نقطة البداية التاريخية لدراسة تطور المنطقة ككيان راسخ جيوسياسًا وكانّادا كلغة محلية هامة.